# Comitè Nacional Francès
El Comitè Nacional Francès (francès: Comité national français) va ser la institució de la França Lliure que va ostentar el govern entre 1941 i 1943. Va prendre el lloc al Comitè de defensa de l'Imperi, creat el 27 d'octubre de 1940.
Va ser creat el 24 de setembre de 1941 mitjançant una ordenança signada pel general de Gaulle, cap de la França Lliure, a Londres. Va estar en funcionament fins a juny de 1943, data de la seva fusió amb el Comandament civil i militar d'Alger, presidit pel general Giraud, creant-se el Comitè francès de l'Alliberament nacional.
El 21 de febrer de 1943 es nomenà com a secretari a Jean Moulin, ministre i únic representant del Comitè Nacional Francès a la metròpoli, encarrehat de crear una instància de coordinació única de la Resistència interior.

## Composició
Estava compost per 6 civils i 6 militars:
- general de brigada Charles de Gaulle, president
- René Pleven, comissari d'Economia, Finances i de les Colònies. A càrrec de la coordinació dels departaments administratius civils.
- general de divisió Paul Legentilhomme, comissari de la Guerra.
- Maurice Dejean, comissari d'Afers estrangers fins al 18 d'octubre de 1942 (revocat), substituït de manera interina per Pleven i després per René Massigli.
- René Cassin, comissari de Justícia i d'Instrucció pública.
- André Diethelm, comissari de l'Acció a la metròpoli, de Treball, i d'Informació.
- André Philip. comissari de l'Interior a partir del 27 de juliol de 1942.
- Jacques Soustelle, comissari d'Informació a partir del 27 de juliol de 1942.
- general de brigada aèria Martial Valin, comissari de les Forces aèries.
- vice-almirall Émile Muselier, comissari de la Marina i de la Marina mercant, fins al 3 de març de 1942 (dimissió) reemplaçat pel contraalmirall Philippe Auboyneau a partir del 4 de març de 1942.
- general de cos d'exèrcit Georges Catroux, comissari sense departament des del 4 de març de 1942.
- contraalmirall Georges Thierry d'Argenlieu, comissari sense departament des del 4 de març de 1942.